# Yuta Toyokawa
Yuta Toyokawa (豊川 雄太, Toyokawa Yuta) est un footballeur japonais né le 9 septembre 1994. Il évolue au poste d'attaquant au RB Omiya Ardija.

## Biographie
Avec l'équipe du Japon des moins de 23 ans, il participe au championnat d'Asie des moins de 23 ans en 2016. Lors de cette compétition, il inscrit un but contre l'Iran. Le Japon remporte la compétition en battant la Corée du Sud en finale.
Il joue 23 matchs en première division japonaise avec l'équipe des Kashima Antlers, marquant deux buts.
En janvier 2018, alors qu'il est annoncé en partance pour Leeds United FC, il arrive finalement au KAS Eupen, en Jupiler Pro League. Il se révèle en marquant notamment un triplé lors de la dernière journée de championnat classique contre le Royal Excel Mouscron et permettant par le même coup au club de se maintenir in extremis en première division belge.

## Palmarès
Il remporte le championnat d'Asie des moins de 23 ans en 2016 avec la sélection japonaise. 